# Плопоаса (Васлуј)
Плопоаса (рум. Plopoasa) насеље је у Румунији у округу Васлуј у општини Тодирешти. Oпштина се налази на надморској висини од 210 m.

## Становништво
Према подацима из 2002. године у насељу је живело 231 становника, од којих су сви румунске националности.